# Plaustro
En la antigua Roma, plaustro era el nombre general dado a todos los vehículos de transporte. Más particularmente, designaba una carreta, cuyas ruedas, de una sola pieza, no tenían radios y estaban fijas al eje que giraba con ellas.
También se llama poéticamente Plaustro a la Osa Mayor o Carro.